# Бакалавр мистецтв
Бакалавр мистецтв (англ. Bachelor of Arts, скорочено: B.A.) — освітньо-кваліфікаційний рівень фахівця з гуманітарних наук, який на основі повної загальної середньої освіти здобув поглиблену загальнокультурну підготовку, фундаментальні та професійно-орієнтовані уміння та знання щодо узагальненого об'єкта праці — і здатний вирішувати типові професійні завдання, передбачені для відповідних посад, у певній галузі народного господарства.